# Adolfo Ruiz Cortínes, Salto de Agua
Adolfo Ruiz Cortínes är en ort i Mexiko.   Den ligger i kommunen Salto de Agua och delstaten Chiapas, i den sydöstra delen av landet, 800 km öster om huvudstaden Mexico City. Adolfo Ruiz Cortínes ligger 269 meter över havet och antalet invånare är 548.
Terrängen runt Adolfo Ruiz Cortínes är kuperad västerut, men österut är den platt. Runt Adolfo Ruiz Cortínes är det ganska glesbefolkat, med 35 invånare per kvadratkilometer. Närmaste större samhälle är Palenque, 13,7 km norr om Adolfo Ruiz Cortínes. Trakten runt Adolfo Ruiz Cortínes består till största delen av jordbruksmark.